# Kanton Saint-Ismier

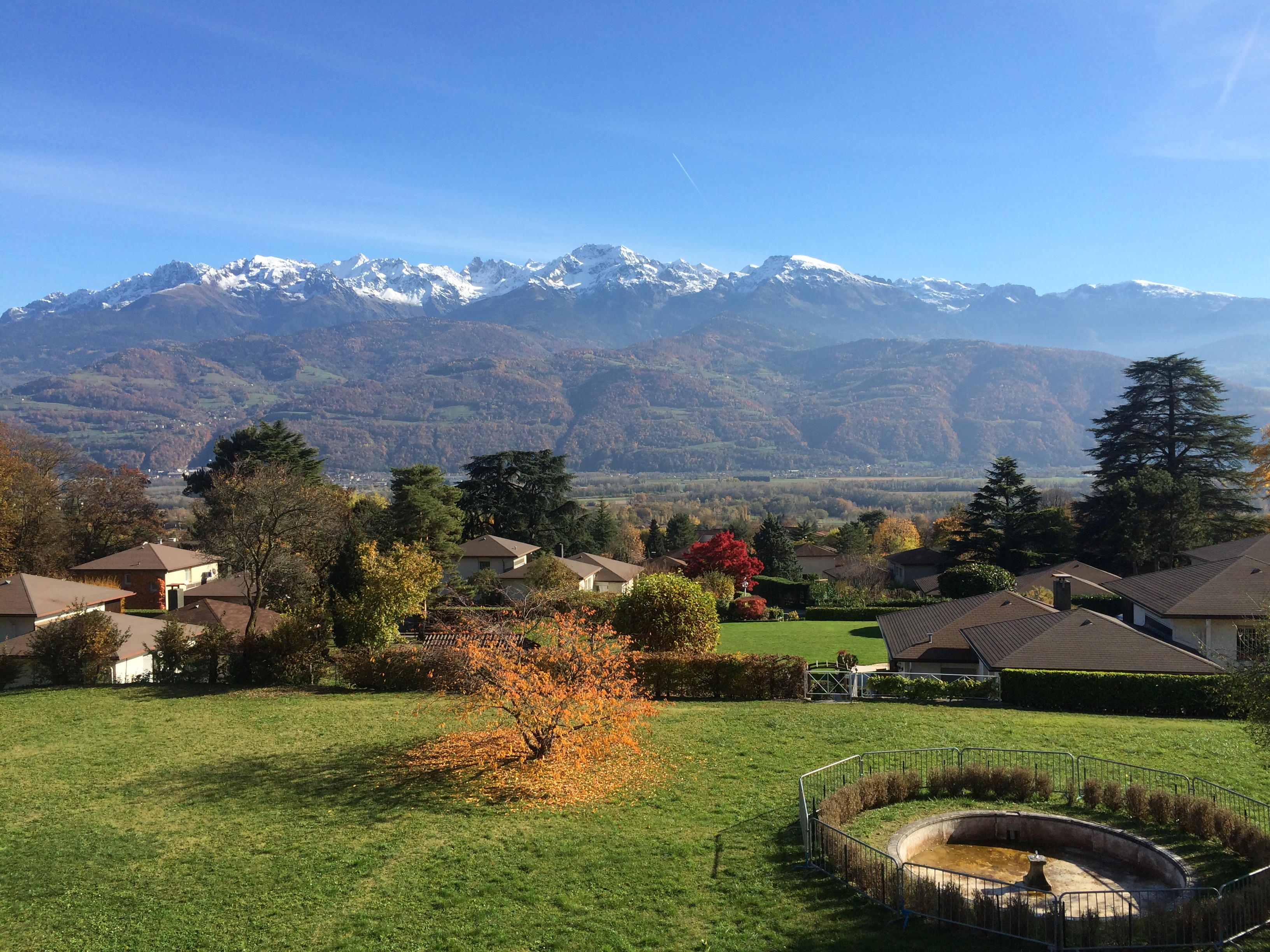
Blick auf Saint-Ismier und die nur wenige Kilometer entfernten französischen Alpen

Der Kanton Saint-Ismier war von 1988 bis 2015 ein französischer Wahlkreis im Arrondissement Grenoble, im Département Isère und in der Region Rhône-Alpes; Hauptort war Saint-Ismier.

## Gemeinden
Der Kanton umfasste die Wahlberechtigten aus fünf Gemeinden:
| Gemeinde                | Einwohner Jahr | Fläche km² | Bevölkerungsdichte | Code INSEE | Postleitzahl |
| ----------------------- | -------------- | ---------- | ------------------ | ---------- | ------------ |
| Bernin                  | 3029 (2013)    | 7,67       | 395 Einw./km²      | 38039      | 38190        |
| Biviers                 | 2325 (2013)    | 6,17       | 377 Einw./km²      | 38045      | 38330        |
| Montbonnot-Saint-Martin | 4892 (2013)    | 6,38       | 767 Einw./km²      | 38249      | 38330        |
| Saint-Ismier            | 6621 (2013)    | 14,9       | 444 Einw./km²      | 38397      | 38330        |
| Saint-Nazaire-les-Eymes | 2950 (2013)    | 8,49       | 347 Einw./km²      | 38431      | 38330        |